# Lønporten
Lønporten er en lille gade i Indre By i København, der strækker sig fra Vognmagergade til Gothersgade.
Langs Gothersgade lå frem til 1640'erne Østervold, der var en del af Københavns volde. Volden havde en skjult port, en såkaldt lønport, der er omtalt allerede i 1563, og blev sagt at være bygget som Christian 4.s private port i volden, så han lettere kunne komme ud til Rosenborg Slot.  Han blev dog ikke født før i 1577, men kan have benyttet porten, frem til den forsvandt med Østervolds nedlæggelse i 1647. 
I forbindelse med en sanering af området (det såkaldte Brøndstræde-kvarter) blev der fundet rester af den skjulte port, og i 1911 fik den nye gade navn efter den.
På adresserne Lønporten 2 / Gothersgade 53 / Vognmagergade 8 opførte arkitekterne G.B. Hagen og Rolf Schroeder i 1913 en administrationsbygning for Københavns Belysningsvæsen. Bygningen udfylder hele grunden mellem de omkringliggende gader. Den er opført i rød tegl med kampesten fra tidligere bebyggelser brugt som sokkel. Øverst ses etager med bindingsværk. Omkring Lønportens gadeskilt, der er indhugget i murværket, ses indmurede kanonkugler som minde om tidligere angreb på København. Samlingen af kanonkugler fortsætter på siden mod Vognmagergade. Bygningen tilhører i dag KVUC (Københavns Voksenuddannelsescenter).
Lønportens anden bygning, det tidligere Gutenberghus – vis-à-vis KVUC – huser i dag Cinemateket og Det Danske Filminstitut.